# Iwa rzepieniolistna

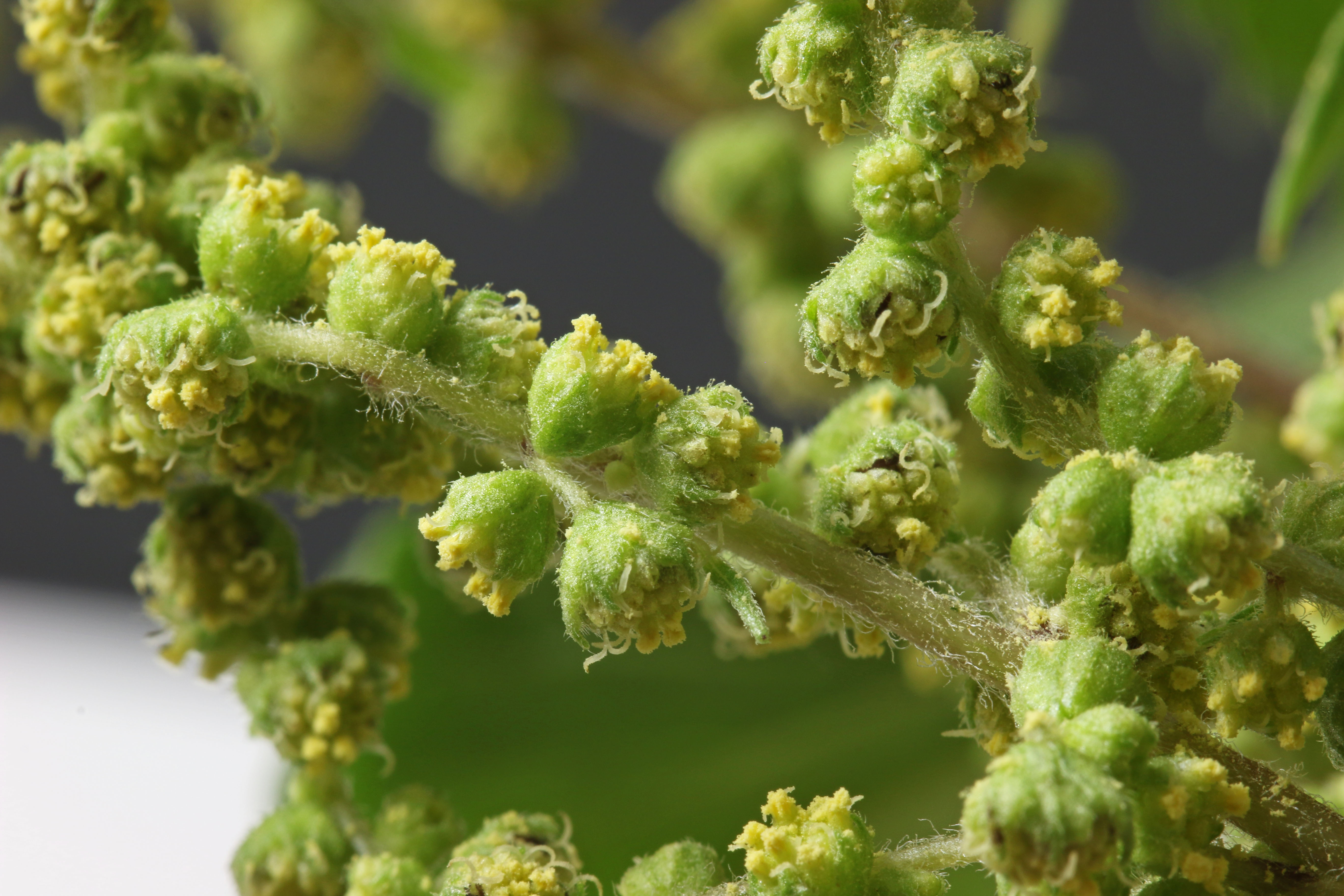
Koszyczki kwiatowe

Iwa rzepieniolistna (Euphrosyne xanthiifolia (Nutt.) A.Gray) – gatunek roślin z rodziny astrowatych. Występował pierwotnie w Ameryce Północnej na rozległych obszarach Stanów Zjednoczonych bez ich południowo-wschodnich i południowo-zachodnich krańców oraz w południowej Kanadzie. Jako gatunek introdukowany rośnie w strefie umiarkowanej Eurazji od Hiszpanii i Wielkiej Brytanii po Rosyjski Daleki Wschód. W granicach Polski po raz pierwszy stwierdzony w 1864 w Ogrodzie Botanicznym w Krakowie, później był sporadycznie zawlekany i przejściowo dziczał. Szeroko zaczął rozprzestrzeniać się od połowy XX wieku. Spotykany jest w całym kraju, częściej w środkowo-wschodniej i południowo-wschodniej części Polski.

## Morfologia
PokrójRoślina zielna osiągająca zwykle do 120 cm, rzadko nawet do 250 cm wysokości. Łodyga jest dość tęga (do 4 cm średnicy), prosto wzniesiona i zazwyczaj rozgałęziona, przynajmniej w górze jest też przylegająco owłosiona.
LiścieNaprzeciwległe w dole pędu, w górnej części ulistnienie bywa zmienne. Liście osadzone są na ogonkach. Dolne i środkowe liście mają dużą, dość sztywną i szorstką, jajowatą do rombowatej blaszkę, od spodu jaśniejszą. Wierzchołek liścia jest zaostrzony i wyciągnięty w krótki kończyk. Brzeg liścia jest piłkowany, czasem też niewyraźnie klapowany. Nasada blaszki może być od sercowatej do klinowatej. Górne liście są mniejsze i węższe, najwyższe są lancetowate i stopniowo zwężają się w ogonek.
KwiatyZebrane w liczne, drobne, żółtozielone koszyczki, tworzące gęste kwiatostany złożone (nibygrona) na rozgałęzieniach górnej części pędu. Średnica koszyczków wynosi do 5 mm. Okrywę tworzy zwykle 5 listków, zaokrąglonych, na szczycie z kończykiem, owłosionych. Na dnie koszyczka (osadniku) znajdują się błoniaste w dole i zielone w górze plewinki. W centrum koszyczka znajdują się kwiaty męskie, drobne, z koroną 5-ząbkową, lejkowatą. Pylniki są niemal wolne, słupek jest w tych kwiatach zredukowany (zachowuje się szczątkowa szyjka). Kwiaty słupkowe (żeńskie) występują na brzegu koszyczka i jest ich zwykle pięć. Mają mocno zredukowaną koronę w postaci rąbka na szczycie zalążni.
OwocePrawie czarne niełupki odwrotnie jajowate, czworograniaste do spłaszczonych, bez puchu kielichowego, ale ze szczątkami korony na szczycie.

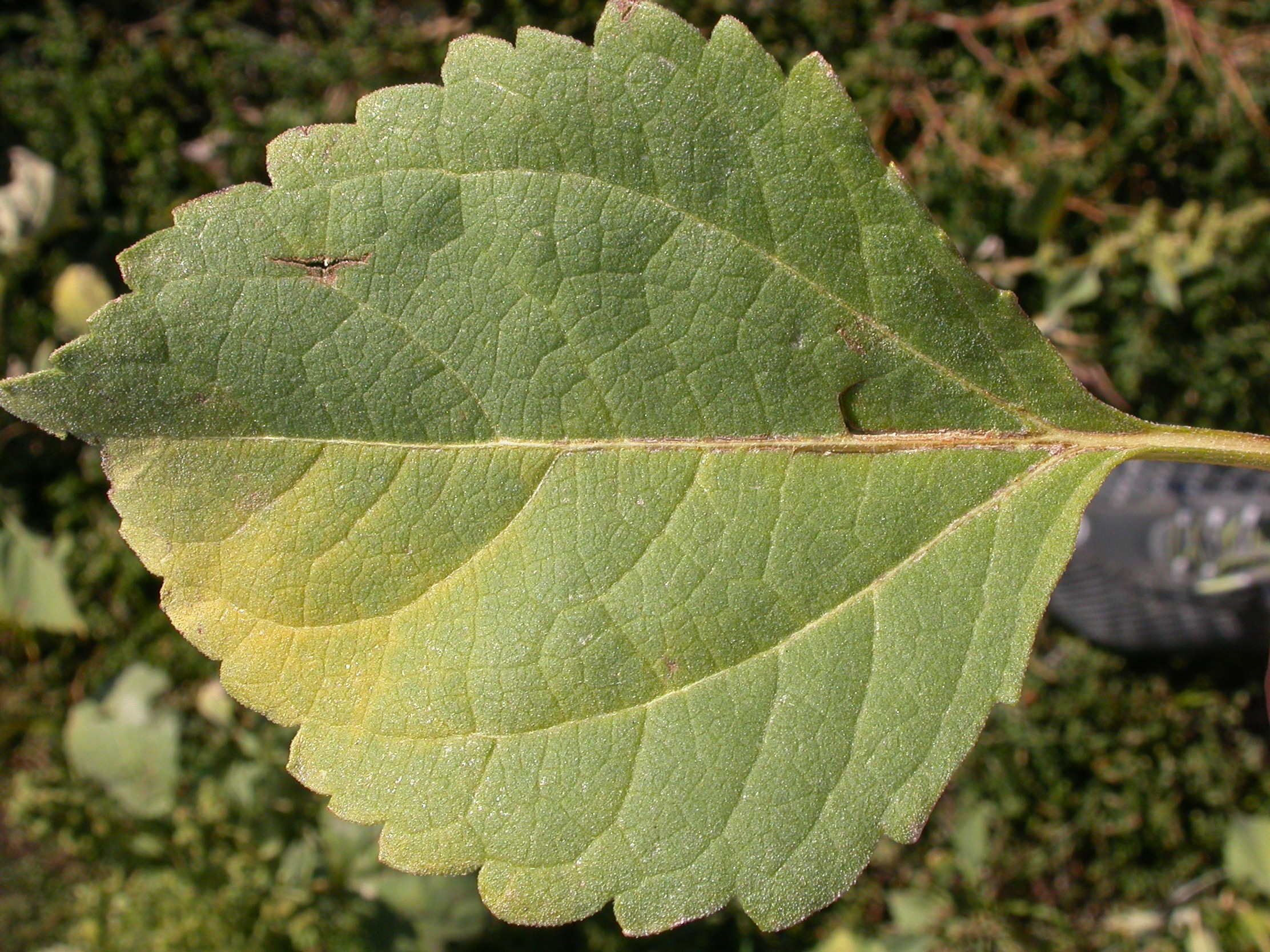
Liść z wierzchu
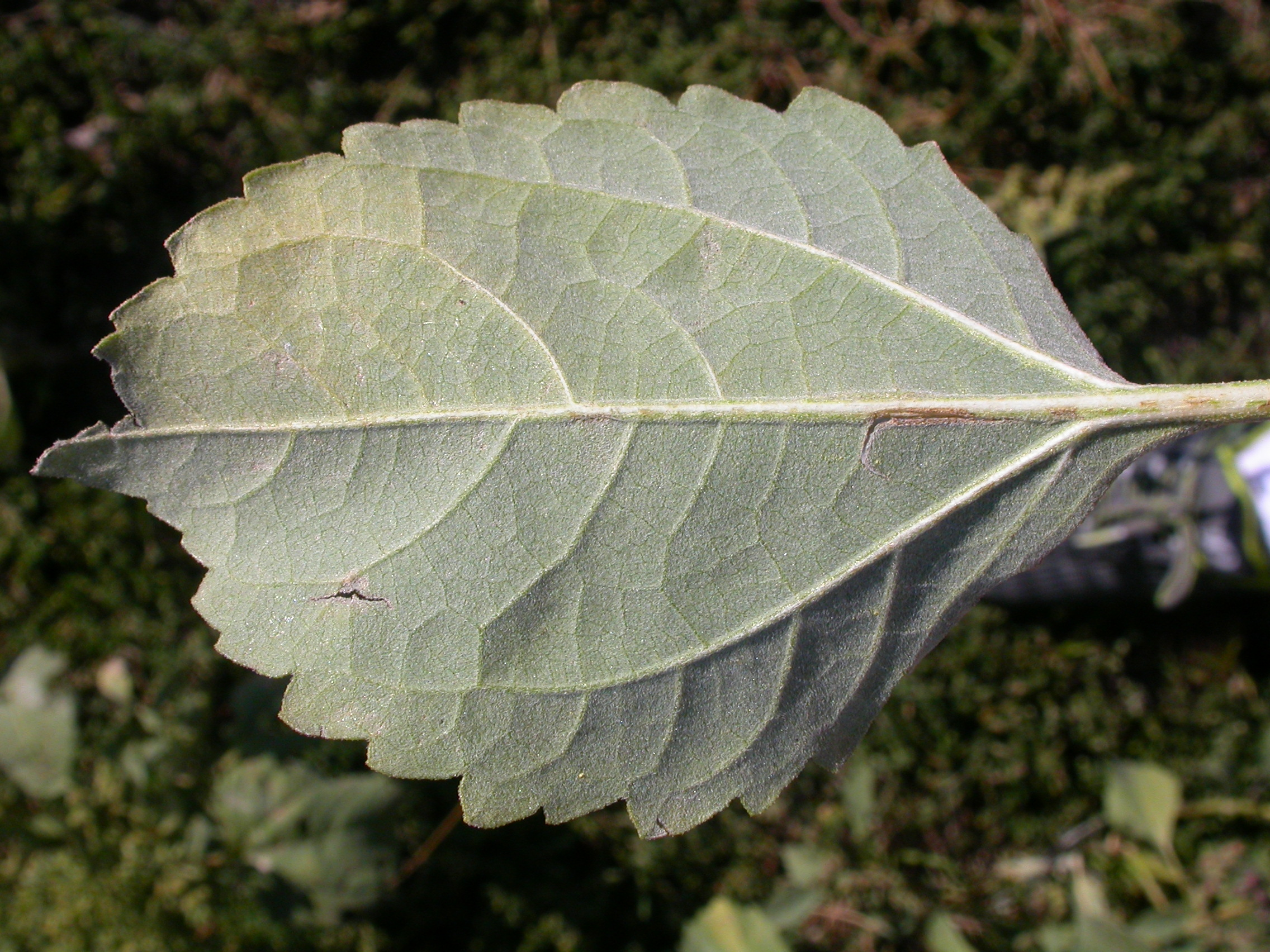
Liść od spodu
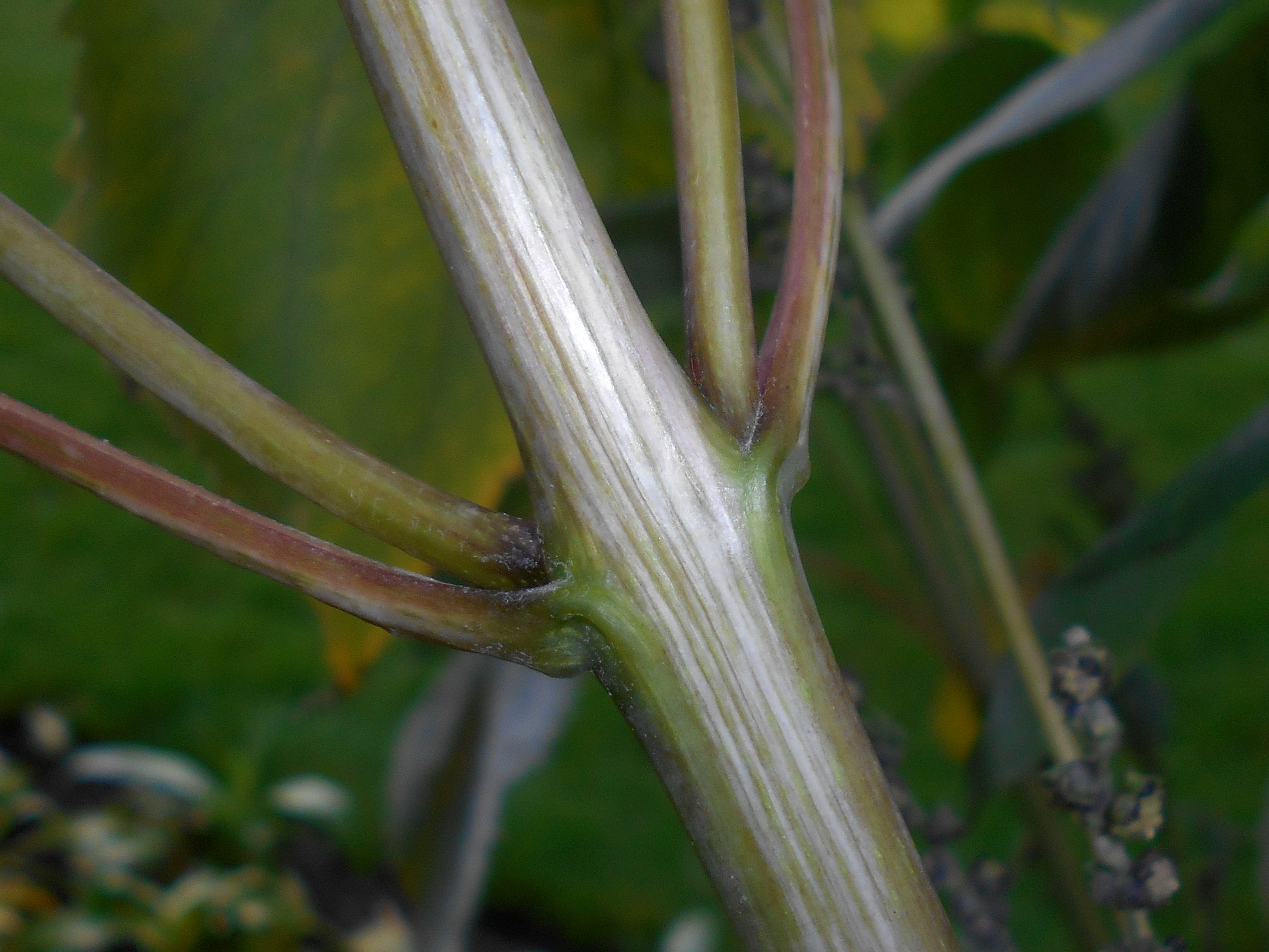
Łodyga

## Biologia i ekologia
Roślina jednoroczna. Kwitnie od lipca do października. Roślina światło- i ciepłolubna. Pierwotnie roślina prerii rozprzestrzeniająca się na siedliskach antropogenicznych. W Europie rośnie głównie na terenach kolejowych, portowych, przydrożach, na wysypiskach odpadów i innych siedliskach ruderalnych.
Ziarna pyłku są silnymi alergenami. Alergię skórną może wywołać też kontakt z liśćmi tego gatunku.

## Systematyka
Tradycyjnie gatunek zaliczany był do szeroko ujmowanego rodzaju iwa (Iva). Po jego podziale na rodzaje monofiletyczne gatunek trafił do rodzaju Euphrosyne. Bywa też wyodrębniany do monotypowego rodzaju Cyclachaena jako Cyclachaena xanthiifolia.